# زاحف طاغي
الزاحف الطاغي (الاسم العلمي:Tyrannotitan) هو جنس منقرض من الديناصورات الضخمة آكلة اللحوم على قدمين من فصيلة عظايا الكركردون من مرحلة الأبتي من الطباشيري المبكر. اكتشف في الأرجنتين ويرتبط ارتباطاً وثيقاً بغيره من الحيوانات المفترسة العملاقة مثل العظاءة الكركردون والجيجنتوصور وكذلك المابوصور.